# Ermal Mamaqi
Ermal Mamaqi (* 21. März 1982) ist ein albanischer Komiker, Songwriter und Moderator. Berühmt wurde er in Albanien, Kosovo und Nordmazedonien durch seine Auftritte in der Satire-Sendung Portokalli beim Sender Top Channel. Er arbeitete danach ab 2009 beim Sender Vizion Plus und war Mitproduzent sowie einer der Hauptdarsteller der Improvisationscomedy-Sendung Apartamenti 2XL. Zudem moderierte er zusammen mit seiner Ehefrau Amarda Toska – auch eine ehemalige Darstellerin und Moderatorin bei Portokalli – die Tanzshow Dancing with the Stars bei Vizion Plus.
Auch musikalisch erzielt Mamaqi Erfolge; Singles wie Mos Harro Të Vish und Premtimi sind seine bekanntesten.
Seit 2010 ist Ermal Mamaqi mit der Sängerin, Tänzerin und Moderatorin Amarda Toska verheiratet. Das Paar hat einen Sohn.